# Lissodynerus niveatus
Lissodynerus niveatus är en stekelart som beskrevs av Giordani Soika 1995. Lissodynerus niveatus ingår i släktet Lissodynerus och familjen Eumenidae. Inga underarter finns listade i Catalogue of Life.